# پردازش مرکزی شنوایی
طبق تعریف انجمن گفتار-زبان و شنوایی ایالات متحده (ASHA)، پردازش مرکزی شنوایی (به انگلیسی: Central Auditory Processing) عبارت است از مکانیزم‌ها و فرآیندهایی که در دستگاه شنوایی، مسئول بروز پدیده‌های رفتاری ذیل هستند:
- جهت یابی و مکان‌یابی صوتی
- تمایز شنیداری
- بازشناسی الگوهای شنیداری
- توانایی دریافت جنبه‌های زمانی محرک صوتی شامل:

حدت زمانی، پوشش زمانی، تلفیق زمانی، توالی زمانی
- شنوایی در حضور سیگنال اکوستیکی رقابتی
- توانایی شنیدن به هنگام کاهش حشو بیرونی (سیگنال اعوجاج یافته)

## اختلال پردازش شنوایی
نقص در هر یک از جنبه‌های پردازشی فوق را به عنوان اختلال پردازش مرکزی شنوایی یا CAPD می‌شناسند. بعد از حدود 20 سال بحث پیرامون این نوع مشکل و عوامل ایجادکننده آن، هنوز هم تعریف دقیق، روند تشخیص صحیح و فرآیندهای مداخله‌ای مناسب در مورد آن شناخته شده نیست. در مورد این کودکان معمولاً شنوایی شناس و گفتاردرمان همکاری نزدیکی با یکدیگر می نمایند. کودکان CAPD به هنگام کاهش حشو بیرونی، اعوجاج سیگنال، قرارگیری در معرض نویز زمینه و سیگنال رقابتی، در جنبه‌های مختلف پردازشی خود (مانند توجه، تمایز، شناسایی، یادآوری و درک) دچار مشکل می‌شوند. چرا که حشو درونی این کودکان به علت نقص در مسیرهای سیستم شنوایی مرکزی از ساقه مغز تا کورتکس شنوایی یا جسم پینه‌ای باعث کاهش عملکرد آن‌ها می‌شود. لازم به ذکر است که برای اینکه عملکرد مناسبی در تست‌های شنوایی مرکزی و دریافت ویژگی‌های آکوستیکی داشته باشیم یا باید حشو درونی مطلوب باشد یا حشو خارجی.

## ارزیابی
آزمون‌های مختلفی نیز برای بررسی دستگاه مرکزی شنوایی طراحی شده‌اند که در اکثر آن‌ها تلاش شده تا به نوعی در سیگنال اصلی اعوجاج ایجاد شود و حشو آن کاهش یابد تا سیستم شنوایی تحت فشار قرار گرفته و ضایعات آن آشکار شود. عموماً این آزمون‌ها را Sensitized Speech Tests می نامند. برخی روش‌های ایجاد اعوجاج در سیگنال اصلی عبارتند از:
- فیلتر کردن بخشی از سیگنال
- ارائه هم‌زمان نویز رقابتی با سیگنال
- فشردگی زمانی یا انقطاع بخش‌هایی از پیام
- ارائه هم‌زمان دو سیگنال به هر دو گوش بیمار و درخواست برای تکرار جمله ارائه شده در یک یا هر دو گوش

در افراد هنجار، امکان درک سیگنال اعوجاج یافته وجود دارد ولی مبتلایان به CAPD با مشکل روبرو می‌شوند.